# Фукуші Сота
Сота Фукуші (яп. 福士 蒼汰, кириліз.: Фукуші Сота, нар. 30 травня 1993 року) — японський актор. Він здобув популярність завдяки ролі Гентаро Кісарагі в серіалі «Камен Райдер Форзе», в однойменному сезоні серіалу франшизи «Kamen Rider», і відтоді знявся в телесеріалах (дорамах) «Кохання» (2016), «Я тебе кохаю, але в мене є секрет» (2017), у фільмах «Страшна воля богів» (2014), «Засліплена тобою» (2015), «Завтра я зустрічаюся зі вчорашньою тобою» (2016), «Бліч» (2018), «Кайдзі: Фінальна гра» (2020) та багатьох інших дорамах і фільмах.

## Біографія
Сота був членом баскетбольного клубу до молодших класів середньої школи та подвійного голландського клубу зі старших класів. Його улюбленими акторами були Теруюкі Каґава та Дзюнічі Окада. Під впливом Окади він почав вивчати джит кун до та арніс. Його метою було зніматися в історичних драмах і стати універсальним актором, як Каґава. Він хотів стати міжнародним актором, тому старанно практикував англійську. Його початковий інтерес до англійської мови був викликаний єдиним словом похвали від його вчителя молодших класів середньої школи.

## Кар'єра
У 2010 році він був помічений генеральним директором агентства Ken-on, який побачив його фотографію, і згодом став членом агентства у вересні того ж року. У січні 2011 року він дебютував як актор у серіалі Nippon Television Misaki Number One!!!
Через три місяці після дебюту він пройшов прослуховування на головну роль у фільмі «Камен Райдер Форзе» (TV Asahi) і був обраний з приблизно 3 000 претендентів на роль Гентаро Кісараґі. Серед обраних кандидатів був Рюкі Такахасі, якого обрали на роль Кенґо Утахоші. Під час фінальної співбесіди для вибору партнера Фукуші обрав Такахасі, і актори вступили в діалог на запропоновану їм тему. До нього рідко підходили діти, оскільки його характерна зачіска (регент) у серіалі була настільки вражаючою, що зі звичайною зачіскою вони не впізнавали в ньому Гентаро. Фільм вийшов на екрани у вересні того ж року.
У 2011 році він повторив свою роль Гентаро Кісараґі й дебютував як актор у своїй дебютній ролі в кіно у фільмі «Kamen Rider OOO Wonderful: Сьоґун і 21 основна медаль», який вийшов на екрани в серпні до початку трансляції. У грудні він з'явився у фільмі "Камен Райдер Форзе × «Камен Райдер Оуз: Кіновійна МЕГАМАКС», в якому він вперше зіграв головну роль.
Згодом з'явився в серіалі «Амачан» на каналі NHK, що транслювався в першій половині 2013 року, зігравши роль Коічі Танеічі, старшокласника, в якого героїня закохується з першого погляду. Згодом з'явився у фільмах «Бібліотечні війни» та «Призма Еносіми». Посів перше місце у «Рейтингу проривних акторів за перше півріччя 2013 року» та № 1 у «Рейтингу проривних акторів за 2014 рік» за версією Oricon.
У 2014 році Сота Фукуші зіграв головну роль у японському надприродному фільмі жахів «Страшна воля богів» режисера Такаші Мііке. Фільм заснований на першій серії однойменної манґи Мунюкі Канешіро та Акеджі Фуджімури. У міжнародному прокаті Сота Фукуші дебютував на 9-му Римському міжнародному кінофестивалі, що проходив в Італії у жовтні 2014 року. На офіційній пресконференції він привітав аудиторію вільною італійською мовою, після чого виголосив промову англійською.
У 2015 році отримав нагороду як найкращий новий актор на 38-й церемонії нагородження Японської кіноакадемії за ролі у фільмах "Скажи «Я тебе люблю», «Герой», «Страшна воля богів». У липневому сезоні того ж року зіграв головну роль у серіалі «Кохання» на телеканалі Fuji Television.
У 2016 році він знявся у низці гучних фільмів, серед яких «Моє завтра, твоє вчора (Завтра я зустрічаюся зі вчорашньою тобою)», а у 2017 році — «Кожному своє» та «Клинок безсмертного». У фільмі "«Камен Райдери Покоління Хейсей — Фінал: Білд і Екс-Ейд із Легендарними Райдерами», що вийшов у грудні того ж року, він вперше за п'ять років зіграв Гентаро Кісараґі.
У лютому 2021 року він зіграв свою першу роль лікаря у токійській постановці «У своїй картці», в якій зіграв головного героя, терапевта Кадзуто Куріхару.
Наразі кар'єра Соти Фукуші продовжує успішно розвиватися, також і за кордоном: у 2024 році він з'явиться у корейській дорамі «Чи можна перекласти цю любов?» разом з Кім Сон Хо та Го Юн Чжон.

## Фільмографія

### Фільми
|      | Фільми                                                                             | Фільми                              | Фільми       | Фільми        |
| Год  | Назва                                                                              | Роль                                | Примітки     | Посилання     |
| ---- | ---------------------------------------------------------------------------------- | ----------------------------------- | ------------ | ------------- |
| 2011 | «Камен Райдер Оуз Дивовижний: Сьогун і 21 Вища Медаль»                             | Гентаро Кісарагі/Камен Райдер Форзе | Камео        |               |
| 2011 | «Камен Райдер Форзе і Камен Райдер Оуз: Кіновійна МЕГАМАКС»                        | Гентаро Кісарагі/Камен Райдер Форзе | Головна роль |               |
| 2012 | «Камен Райдери x Супер Сентай: Битва Супергероїв»                                  | Гентаро Кісарагі/Камен Райдер Форзе |              |               |
| 2012 | «Камен Райдер Форзе: Космос, ура! А тепер — усі разом!»                            | Гентаро Кісарагі/Камен Райдер Форзе | Головна роль |               |
| 2012 | «У майбутньому, коли я буду страчений»                                             | Юкіо Асано                          | Головна роль |               |
| 2012 | «Камен Райдер Візард і Камен Райдер Форзе: Кіновойна Ультиматум»                   | Гентаро Кісарагі/Камен Райдер Форзе | Головна роль |               |
| 2013 | «Камен Райдер × Супер Сентай × Космічний шериф: Супер герой Тейсен Зед»            | Гентаро Кісарагі/Камен Райдер Форзе | Головна роль |               |
| 2013 | «Бібліотечна війна»                                                                | Хікару Тедзука                      |              |               |
| 2013 | «Призма Еношіми»                                                                   | Сюта Джьогасакі                     | Головна роль |               |
| 2014 | «Скажи: „Я люблю тебе“»                                                            | Ямато Куросава                      | Головна роль | [ 13 ] [ 14 ] |
| 2014 | «У герої»                                                                          | Рьо Ічіносе                         |              |               |
| 2014 | «Страшна воля богів»                                                               | Сюн Такахата                        | Головна роль |               |
| 2015 | «Засліплена тобою»                                                                 | Рен Ічіносе                         | Головна роль |               |
| 2015 | «Бібліотечна війна: Остання місія»                                                 | Хікару Тедзука                      |              |               |
| 2016 | «Завтра я зустрічаюся зі вчорашньою тобою»                                         | Мінаміяма Такатоші                  | Головна роль |               |
| 2017 | «За власним бажанням»                                                              | Ямамото                             | Головна роль |               |
| 2017 | «Камен Райдери Покоління Хейсей — Фінал: Білд і Екс-Ейд із Легендарними Райдерами» | Гентаро Кісарагі/Камен Райдер Форзе |              |               |
| 2017 | «Клинок Безсмертного»                                                              | Антоцу Каґехіша                     |              |               |

### Телесеріали
| Дорами    | Дорами                                | Дорами                                | Дорами    | Дорами                    | Дорами    |
| Год       | Назва                                 | Роль                                  | Телеканал | Примітки                  | Посилання |
| --------- | ------------------------------------- | ------------------------------------- | --------- | ------------------------- | --------- |
| 2011      | «Місато номер один!!»                 | Сота Мурано                           | NTV       |                           | [ 15 ]    |
| 2011      | «Полосата овечка»                     | Сюдзі Макомо                          | TBS       |                           | [ 16 ]    |
| 2011      | «Народження»                          | Юя Яманака                            | TBS       |                           | [ 17 ]    |
| 2011-2012 | «Камен Райдер: Форзе»                 | Гентаро Кісарагі/Камен Райдер Форзе   | TV Asahi  | Головна роль              | [ 18 ]    |
| 2013      | «Аматян»                              | Коічі Танеічі                         | NHK       | Асадора                   | [ 19 ]    |
| 2013      | «Зіркова людина — Кохання цієї зірки» | Хошіо (Тацуя)                         | Fuji TV   |                           | [ 20 ]    |
| 2013      | «Про першу пропозицію руки і серця»   | Кур'єр на мотоциклі                   | Fuji TV   |                           |           |
| 2013      | «Лікарня на хвилях»                   | Нобору Місакі                         | Fuji TV   |                           | [ 21 ]    |
| 2014      | «Trick New Special 3»                 | Акіра Мідзукамі                       | TV Asahi  |                           | [ 22 ]    |
| 2014      | «Ми слабкі але виграємо»              | Kimiyasu Akaiwa                       | NTV       |                           | [ 23 ]    |
| 2014      | «Сьогодні я беру вихідний»            | Юто Танокуро                          | NTV       |                           | [ 24 ]    |
| 2015      | «Кохання»                             | Аой Міура                             | Fuji TV   | Головна роль              | [ 25 ]    |
| 2016      | «Поки привид»                         | Мадока Цуцумі                         | NTV       | Головна роль              | [ 26 ]    |
| 2016      | «Монтаж»                              | Ямато Нарумі                          | Fuji TV   | Головна роль; міни-серіал | [ 27 ]    |
| 2017      | «Я тебе кохаю, але у мене є секрет»   | Рей Окуморі                           | NTV       | Головна роль              | [ 27 ]    |
| 2019      | «Небеса?: Мій ресторан, моє життя»    | Кан Іга                               | TBS       |                           | [ 28 ]    |
| 2019      | «4 хвилини чорнобривців»              | Мікото Ханамакі                       | TBS       | Головна роль              | [ 29 ]    |
| 2020      | «Дайвер: Спеціальна слідча група»     | Куросава Хього                        | Fuji TV   | Головна роль              | [ 30 ]    |
| 2020-2021 | «Шіндзуро — детектив ери Мейдзі»      | Шіндзуро Юкі                          | NHK BS    | Головна роль              | [ 31 ]    |
| 2021      | «У його карті»                        | Ічіто Куріхара                        | TV Tokyo  | Головна роль; міні-серіал | [ 32 ]    |
| 2021      | «Ми єдині»                            | Кайто Кумамото                        | TV Tokyo  | Головна роль              |           |
| 2023      | Гарем сьогуна                         | Арікото Маденокоджі, Теншо-ін Танеацу | NHK       | Головна роль              | [ 33 ]    |

## Фотокниги
- After Chicken Rice Go To Merlion: Sōta Fukushi's First Photobook (Tokyo News Service, 30 травня 2012) ISBN 9784863362345[34]
- Men's Photore Vol.2 Sōta Fukushi (Tokyo News Service, 22 серпня 2012) ISBN 9784863362628
- Blue (Wani Books, 20 вересня 2013) ISBN 9784847045714[35]
- Fukushi Sōta no «Hajimete no ◯◯» (Shufunotomo, 5 червня 2015) ISBN 9784074123469